# United States Department of the Air Force

Siegel des Department of the Air Force

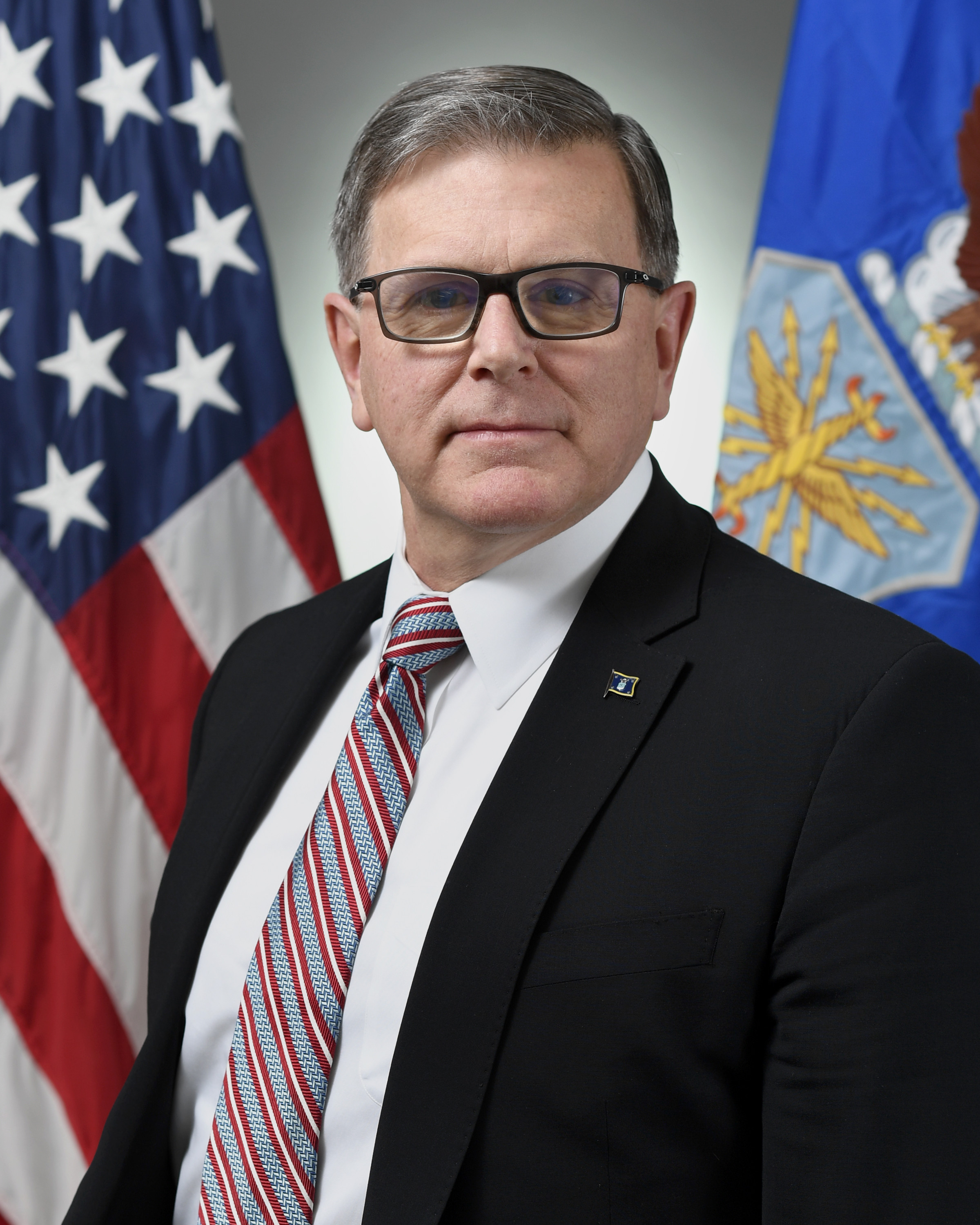
Gary A. Ashworth

Das United States Department of the Air Force (dt. „Luftwaffenamt der Vereinigten Staaten“) wurde am 17. September 1947 gemäß dem National Security Act neu gegründet. Es ging aus der Ausgliederung der US Army Air Forces (ehemals US Army Air Corps) aus dem Department of the Army hervor.

## Auftrag und Zuständigkeit
Das Department of the Air Force ist zuständig für sämtliche administrativen und technischen Belange der im gleichen Jahr neu gegründeten US Air Force und der im Jahre 2019 gegründeten US Space Force. Zusammen mit den beiden anderen Fachabteilungen der US-Streitkräfte, dem Department of the Army und dem Department of the Navy, bildet es seit der Gründung des National Military Establishment als Vorgänger des Department of Defense, des US-Verteidigungsministeriums, bis heute den administrativen Unterbau des letzteren.
Wie auch das gleichfalls im Jahr 1947 entstandene, aus dem Kriegsministerium hervorgegangene Department of the Army hatte es – anders als das 1789 geschaffene Department of the Navy – nie einen eigenständigen Kabinettsrang.
Dem Department of the Air Force steht ein Zivilist mit der Amtsbezeichnung Secretary of the Air Force (SECAF) vor.
Der militärisch-operativen Kommandokette der Luftstreitkräfte steht der Chief of Staff of the Air Force vor, der in Personalunion auch die US Air Force als Mitglied der Joint Chiefs of Staff (Vereinigte Stabschefs) vertritt und repräsentiert.

## Leitung
Das Amt des Secretary of the Air Force wird seit dem 20. Januar 2025 kommissarisch von Gary A. Ashworth bekleidet.